# AILGP
A AILGP (Associação de Intérpretes de Língua Gestual Portuguesa) é uma associação portuguesa sem fins lucrativos, filiada no Fórum Europeu de Intérpretes de Língua Gestual, criada a 22 de Janeiro de 1991.
O seu principal objectivo é ajudar no estabelecimento e uma ponte de comunicação entre a comunidade ouvinte e a comunidade surda.